# Borough of Cheltenham
Borough of Cheltenham är ett distrikt (motsvarande kommun) i grevskapet Gloucestershire i England, Storbritannien. Distriktet har 119 434 invånare (2022). Det består av staden Cheltenham med omgivande landsbygd.  
Det finns fem civil parishes i distriktet; Charlton Kings, Leckhampton with Warden Hill, Prestbury, Swindon och Up Hatherley. Resten av distriktet saknar civil parishes.